# Добра (Болеславецький повіт)
Добра (пол. Dobra, нім. Dobrau) — село в Польщі, у гміні Болеславець Болеславецького повіту Нижньосілезького воєводства.
Населення — 708 осіб (2011).
У 1975-1998 роках село належало до Єленьоґурського воєводства.

## Демографія
Демографічна структура станом на 31 березня 2011 року:
|          | Загалом | Допрацездатний вік | Працездатний вік | Постпрацездатний вік |
| -------- | ------- | ------------------ | ---------------- | -------------------- |
| Чоловіки | 337     | 63                 | 257              | 17                   |
| Жінки    | 371     | 75                 | 244              | 52                   |
| Разом    | 708     | 138                | 501              | 69                   |